# Amélioration du service médical rendu
Pour les articles homonymes, voir ASMR (homonymie).
En France, l'amélioration de service médical rendu (ASMR) est une évaluation utilisée par la Commission de la Transparence de la Haute Autorité de santé (HAS) pour jauger l'intérêt d'un nouveau médicament dans l'amélioration du service médical rendu dans une stratégie thérapeutique.  Le niveau d’ASMR intervient dans la fixation du prix d’un médicament remboursable,.
Un médicament efficace pour une pathologie dans laquelle de nombreux traitements sont déjà efficaces pourra avoir un service médical rendu (SMR) important mais une amélioration du service médical rendu (ASMR) faible voire nulle (par exemple un nouveau médicament à base de paracétamol ou un énième inhibiteur de la pompe à protons). A contrario, un médicament efficace pour une pathologie dans laquelle il n'existe pas de médicament efficace aura une amélioration du service médical rendu (ASMR) important et la plupart du temps un service médical rendu (SMR) également important.

## Différents niveaux d'ASMR
- ASMR I, amélioration majeure. Peu de médicaments ont eux une ASMR I. Les derniers médicaments avec ce niveau d'ASMR sont l'imatinib (Glivec) dans le cadre du traitement des leucémie myéloïde chronique philadelphie + (LMC Ph+), l'acide cholique (Orphacol) pour les déficits en acide cholique et le vaccin vivant atténué contre le virus Ebola (Ervebo).
- ASMR II, amélioration importante,
- ASMR III, amélioration modérée,
- ASMR IV, amélioration mineure,
- ASMR V, amélioration inexistante, absence de progrès thérapeutique. Ce médicament peut cependant être utile pour étoffer l’arsenal thérapeutique[4].